# Mohácsi Norbert
Mohácsi Norbert (Kecskemét, 1984. június 4. –) magyar színművész.

## Életpályája
2005-ben érettségizett a kecskeméti Lestár Péter Kereskedelmi Szakközépiskolában. 2005–2008 között a Patkós Irma Művészeti Iskola tanulója volt. 2008–2013 között a Kaposvári Egyetem színművész szakos hallgatója volt. 2013–2021 között a kaposvári Csiky Gergely Színház tagja volt. 2021–2023 között a Zenthe Ferenc Színház színésze volt. 2023-tól a Karinthy Színház tagja.

### Magánélete
Párja 2020 óta Mikecz Estilla színésznő.

## Fontosabb színházi szerepei
- Németh Ákos: Müller táncosai (Báró) – 2017/2018
- Marie Jones: Kövekkel A Zsebében (Charlie Conlon) – 2016/2017
- Agatha Christie: Az Egérfogó (Giles Ralston) – 2016/2017
- Szörényi Levente – Bródy János – Sarkadi Imre – Ivánka Csaba: Kőműves Kelemen (Izsák) – 2016/2017
- Pierre Augustin Caron De Beaumarchais: Figaro Házassága (Chérubin, A Gróf Apródja) – 2015/2016
- Barta Lajos: Szerelem (Katonatiszt ) – 2015/2016
- Lutz Hübner: Becsületbeli Ügy (Cem) – 2015/2016
- Grimm Testvérek: Jancsi És Juliska (Jancsi) – 2014/2015
- Fésűs Éva: Ajnácska (Deliszép Dániel, Borbolya Király Fia) – 2014/2015
- Bornemisza Péter: Magyar Elektra (Parasitus, A Király Szolgája) – 2014/2015
- Heinrich Von Kleist: Az Eltört Korsó (Ruprecht, Tuskó Vitus Fia) – 2014/2015
- A Ludas (Egy Fiú) – 2013/2014
- Rose Reginald: Tizenkét Dühös Ember (7. Sz. Esküdt) – 2013/2014
- Molnár Ferenc: Egy, Kettő, Három (Krisztián, Főszabász) – 2013/2014
- Nemzeti Vegyesbolt (Tibor & Rendőr) – 2013/2014
- Mark Ravenhill: Állampolgári Ismeretek (Szereplő, Szereplő) – 2012/2013
- Benkó Bence – Fábián Péter: Isten És A Részegek (Benediktész, Benediktész) – 2012/2013
- Móra Ferenc – Fábri Zoltán – Deres Péter: Hannibál Tanár Úr (Talabéry, Kati Udvarlója) – 2012/2013
- Szőcs Artur: Cigánytábor Az Égbe Megy (Talimon) – 2012/2013
- Gádor Béla – Tasnádi István: Othello Gyulaházán (Gass Pufi, Szintén Titán) – 2012/2013
- Makszim Gorkij: Éjjeli Menedékhely (Golyvás, Rakodómunkás) – 2012/2013
- Bölcsődal (Szereplő) – 2012/2013
- Jon Fosse – Szophoklész: Antigoné (Eteoklész) – 2011/2012
- Molnár Ferenc: A Pál Utcai Fiúk (Áts Feri) – 2011/2012
- Szedett- Vedett Orfeum (Szereplő) – 2011/2012
- Intelligens szerviz (Szereplő) – 2010/2011

## Film- és tévészerepei
- Oltári csajok (2017–2018) – Bakonyi Lehel
- Drága örökösök (2019–2020) – Gál Dániel
- Ízig-vérig (2019) – Hentes
- Oltári történetek (2022) – Kécskei Ákos
- Doktor Balaton (2022) – Pityu
- Drága örökösök – A visszatérés (2022-) – Gál Dániel
- Gólkirályság (2023-) – Oletics Ferenc
- Mellékhatás (2023) – Viktor

## Díjai és kitüntetései
- Nagymama-díj (2014)[5]